# Ringer-Bundesliga 2009/10
Die Ringer-Bundesliga 2009/10 war die 46. Saison in der Geschichte der Ringer-Bundesliga. In zwei Staffeln zu je zehn Mannschaften kämpften zwanzig Mannschaften um den Einzug in die Bundesliga-Endrunde.
Im Finale, das am 30. Januar und am 6. Februar 2010 stattfand, standen sich der KSV Aalen 05 und der SV Germania Weingarten gegenüber. Aalen gewann sowohl den Hinkampf als auch den Rückkampf, womit der Verein seine neunte Mannschaftsmeisterschaft errang.

## Änderungen gegenüber der Vorsaison
Gegenüber der Vorsaison gab es in der Saison 2009/10 nur noch zwei anstatt von drei Staffeln. Die Reduzierung, die eigentlich erst für die Folgesaison vorgesehen war, war durch den Rückzug mehrerer Mannschaften aus der Ringer-Bundesliga zum Ende der Saison 2008/09 vorgezogen worden. Des Weiteren gab es ab der Saison kein Achtelfinale mehr. Somit zogen nur noch die ersten vier Mannschaften beider Vorrundengruppen in die Endrunde ein.

## Vorrunde
| Legende | Legende                          |
| ------- | -------------------------------- |
|         | Teilnahme an der Endrunde        |
|         | Rückzug zum Saisonende           |
|         | Teilnahme an der Relegation      |
|         | Absteiger in die 2. Bundesliga   |
| (M)     | Meister der Vorsaison            |
| (N)     | Aufsteiger aus der 2. Bundesliga |

Die Wettkämpfe der Vorrunde fanden zwischen dem 28. August und dem 27. Dezember 2009 statt.

### Staffel West
Der Meister der vorherigen Saison, KSV Köllerbach, verlor in der Hinrunde der Vorrunde seine Kämpfe gegen Mömbris-Königshofen und gegen Mainz. In der Rückrande konnte das saarländische Team jedoch alle Kämpfe gewinnen und erreichte mit 32:4 Punkten den Staffelsieg. Auf den Plätzen 2 bis 4 folgten SV Germania Weingarten, KSV Aalen 05 und RWG Mömbris-Königshofen. Die Liga-Neulinge KSV Seeheim und RG Hausen-Zell konnten sich nicht behaupten und belegten den vorletzten sowie den letzten Platz der Staffel West.
| Pl. | Verein                  | K. | Kampfpkte. | Diff. | Pkte.   |
| --- | ----------------------- | -- | ---------- | ----- | ------- |
| 1.  | KSV Köllerbach (M)      | 18 | 402:248    | +154  | 32:40   |
| 2.  | SV Germania Weingarten  | 18 | 434:209    | +225  | 29:70   |
| 3.  | KSV Aalen 05            | 18 | 389:275    | +114  | 27:90   |
| 4.  | RWG Mömbris-Königshofen | 18 | 370:266    | +104  | 26:10   |
| 5.  | ASV Mainz 88            | 18 | 325:327    | 0−2   | 20:16   |
| 6.  | KSK Konkordia Neuss     | 18 | 352:306    | 0+46  | 16:20 * |
| 7.  | ASV Nendingen           | 18 | 347:329    | 0+18  | 16:20 * |
| 8.  | RKG Freiburg 2000       | 18 | 220:423    | −203  | 08:28   |
| 9.  | KSV Seeheim (N)         | 18 | 231:438    | −207  | 05:31   |
| 10. | RG Hausen-Zell (N)      | 18 | 196:445    | −249  | 01:35   |

### Staffel Ost
In der Staffel Ost konnte der 1. Luckenwalder SC die Vorrunde knapp vor dem SC Anger abschließen und sicherte sich damit den achten Staffelsieg in Folge. Der SV Wacker Burghausen und der ASV Hof folgten auf den Plätzen 2 und 3. Der Aufsteiger AV Germania Markneukirchen konnte die Vorrunde auf dem 5. Platz beenden. Den Relegationsplatz belegte die KG Frankfurt/Eisenhüttenstadt, den Abstiegsplatz der KFC Leipzig. Die Leipziger konnten lediglich ihren letzten Vorrundenkampf gegen Hallbergmoos gewinnen.
| Pl. | Verein                         | K. | Kampfpkte. | Diff. | Pkte.    |
| --- | ------------------------------ | -- | ---------- | ----- | -------- |
| 1.  | 1. Luckenwalder SC             | 18 | 429:241    | +188  | 31:50    |
| 2.  | SC Anger                       | 18 | 454:207    | +247  | 30:60    |
| 3.  | SV Wacker Burghausen           | 18 | 429:221    | +208  | 26:10    |
| 4.  | ASV Hof                        | 18 | 346:301    | 0+45  | 23:13    |
| 5.  | AV Germania Markneukirchen (N) | 18 | 321:317    | 0+4   | 18:18 *  |
| 6.  | SV Siegfried Hallbergmoos      | 18 | 347:321    | 0+26  | 18:18 *  |
| 7.  | AC Lichtenfels                 | 18 | 251:417    | −166  | 12:24    |
| 8.  | RV Thalheim                    | 18 | 263:392    | −129  | 10:26 ** |
| 9.  | KG Frankfurt/Eisenhüttenstadt  | 18 | 248:414    | −166  | 10:26 ** |
| 10. | KFC Leipzig                    | 18 | 204:461    | −257  | 02:34    |

## Play-offs

### Viertelfinale
Die vier ersten Mannschaften der Staffeln Ost und West waren für das Viertelfinale qualifiziert. Dieses wurde am 2. Januar und am 9. Januar 2010 ausgetragen.
|                         |                        | 1. Kampf | 2. Kampf | Gesamt |
| ----------------------- | ---------------------- | -------- | -------- | ------ |
| ASV Hof                 | SV Germania Weingarten | 06:29    | 11:27    | 17:56  |
| SC Anger                | KSV Köllerbach         | 12:23    | 05:31    | 17:54  |
| KSV Aalen 05            | 1. Luckenwalder SC     | 22:14    | 19:19    | 41:33  |
| RWG Mömbris-Königshofen | SV Wacker Burghausen   | 17:18    | 15:18    | 32:36  |

Der SC Anger zog sich aus finanziellen und sportlichen Gründen nach der Saison aus der 1. Bundesliga zurück. In der Folgesaison starteten die Angerer Ringer in der Bayernliga (IV. Klasse).

### Halbfinale
Die Halbfinalkämpfe wurden am 16. Januar und 23. Januar ausgetragen.
|                        |                | 1. Kampf | 2. Kampf | Gesamt |
| ---------------------- | -------------- | -------- | -------- | ------ |
| SV Germania Weingarten | KSV Köllerbach | 25:10    | 20:17    | 45:27  |
| SV Wacker Burghausen   | KSV Aalen 05   | 15:21    | 11:24    | 26:45  |

Der SV Germania Weingarten und der KSV Aalen 05 qualifizierten sich mit ihren Siegen für das Finale. Die beiden Vereine aus Baden-Württemberg sorgten damit für eine kleine Überraschung, da weder Titelverteidiger KSV Köllerbach noch der Ost-Staffel-Sieger 1. Luckenwalder SC das Finale erreichten.

### Finale
Die Finalkämpfe fanden am 30. Januar und am 6. Februar 2010 statt. Im Hinkampf des rein baden-württembergischen Finals, der im 20 km von Weingarten entfernten Bretten vor über 2000 Zuschauern ausgetragen wurde, konnte sich der KSV Aalen knapp durchsetzen. 
Auch im Rückkampf in der Aalener Greuthalle vor 2500 Zuschauern konnten die Ringer des SV Germania Weingarten nicht gewinnen.
|                        |              | 1. Kampf | 2. Kampf | Gesamt |
| ---------------------- | ------------ | -------- | -------- | ------ |
| SV Germania Weingarten | KSV Aalen 05 | 18:20    | 16:22    | 34:42  |

## Die Meistermannschaft
Folgende Ringer standen bei KSV Aalen 05 im Meister-Kader 2009/10:
- Freistil: Amiran Elbakidse (GEO), Vitalie Railean, Benjamin Sezgin, Anatoli Gujdja (BUL), Wassyl Fedoryschyn (UKR), Emzarios Bedinidis (GRE), Oleg Motsalin (GRE), Pascal Koch, David Bichinashvili, Stefan Kehrer, David Musuľbes (SVK)
- Griechisch-römischer Stil: Constantin Bulibasa (ROM), Péter Módos (HUN), Patrick Sorg, Bálint Korpási (HUN), Tomasz Świerk (POL), Christian Fetzer, Arsen Dschulfalakjan (ARM), Patric Nuding, Robert Papp (ROM), Coskun Efe, Ralf Böhringer

## Relegation
Die für den 9. und 16. Januar 2010 geplanten Relegationskämpfe der beiden Tabellenneunten der Vorrunde, KSV Seeheim und KG Frankfurt/Eisenhüttenstadt, wurden abgesagt. Der KSV Seeheim trat in der Folge als dritter sportlicher Absteiger den Weg in die 2. Bundesliga an, während die Kampfgemeinschaft aus Frankfurt/Oder und Eisenhüttenstadt auch für die Erstligasaison 2010/11 planen konnte.

## Absteiger und Aufsteiger
Absteiger aus der 1. Bundesliga in die 2. Bundesliga zur Saison 2010/11:
- Aus der Staffel West: RG Hausen-Zell
- Aus der Staffel Ost: KFC Leipzig
- Relegation: KSV Seeheim (kampflos; aus Staffel West)
- Rückzug: SC Anger (aus Staffel Ost)

Aufsteiger aus der 2. Bundesliga in die 1. Bundesliga zur Saison 2010/11:
- Sieger der Staffel Nord: SV St. Johannis 07 Nürnberg
- Sieger der Staffel Mitte: TKSV Duisdorf
- Sieger der Staffel Süd: TSV Musberg
- Zweiter der Staffel Nord: SV Luftfahrt Berlin